# کدک
کدک سخت افزار یا نرم افزاری شامل مجموعه دستوراتی است درباره نحوه رمزگذاری (Coding) فایل‌های تصویری یا صوتی به‌طوری‌که آن‌ها از فضای کمتری استفاده کنند.معمولاً  کدک‌ها حاوی دستورهای نحوه تبدیل جریان داده‌های رمزگذاری شده به فیلم (یعنی رمزگشایی) نیز هستند. مهم‌ترین نقش آن‌ها فشرده‌سازی جریان تصاویر هم‌زمان با کپچر است.